# セミョーン (モスクワ大公)
セミョーン・イヴァノヴィチ（Семен Иванович, 1316年11月7日 - 1353年4月27日）は、モスクワ大公（在位：1340年 - 1353年）、ウラジーミル大公。モスクワ大公イヴァン1世の息子。異名は尊大公。
トヴェリ公国と一時期和解するが、ペストで息子たち、そして弟のアンドレイ(ru)と共に死去。彼の死後、モスクワ大公位は弟のイヴァン2世が継いだ。